# Dichaea sodiroi
Dichaea sodiroi är en orkidéart som beskrevs av Rudolf Schlechter. Dichaea sodiroi ingår i släktet Dichaea och familjen orkidéer.
Artens utbredningsområde är Ecuador. Inga underarter finns listade i Catalogue of Life.

## Bildgalleri

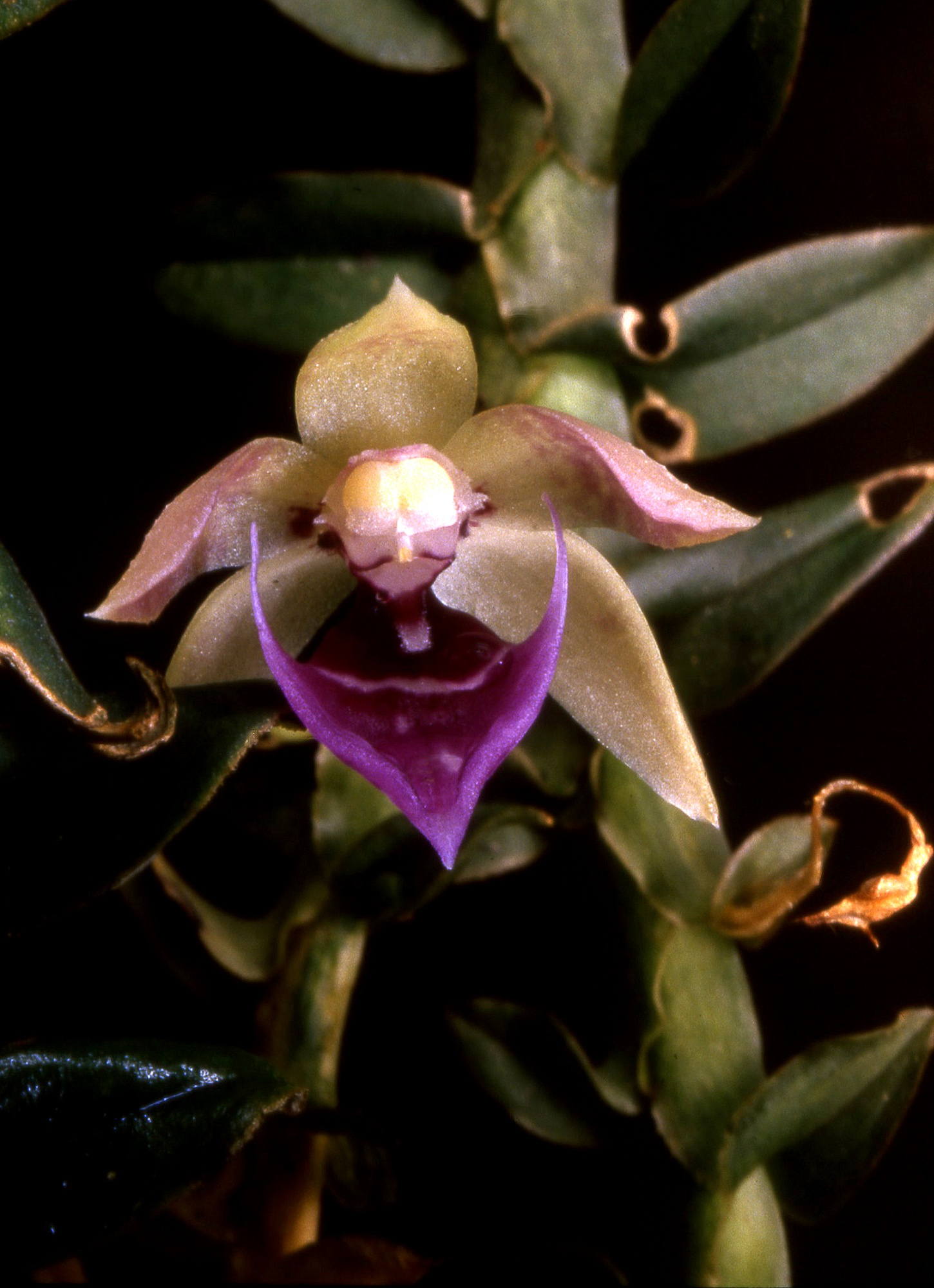
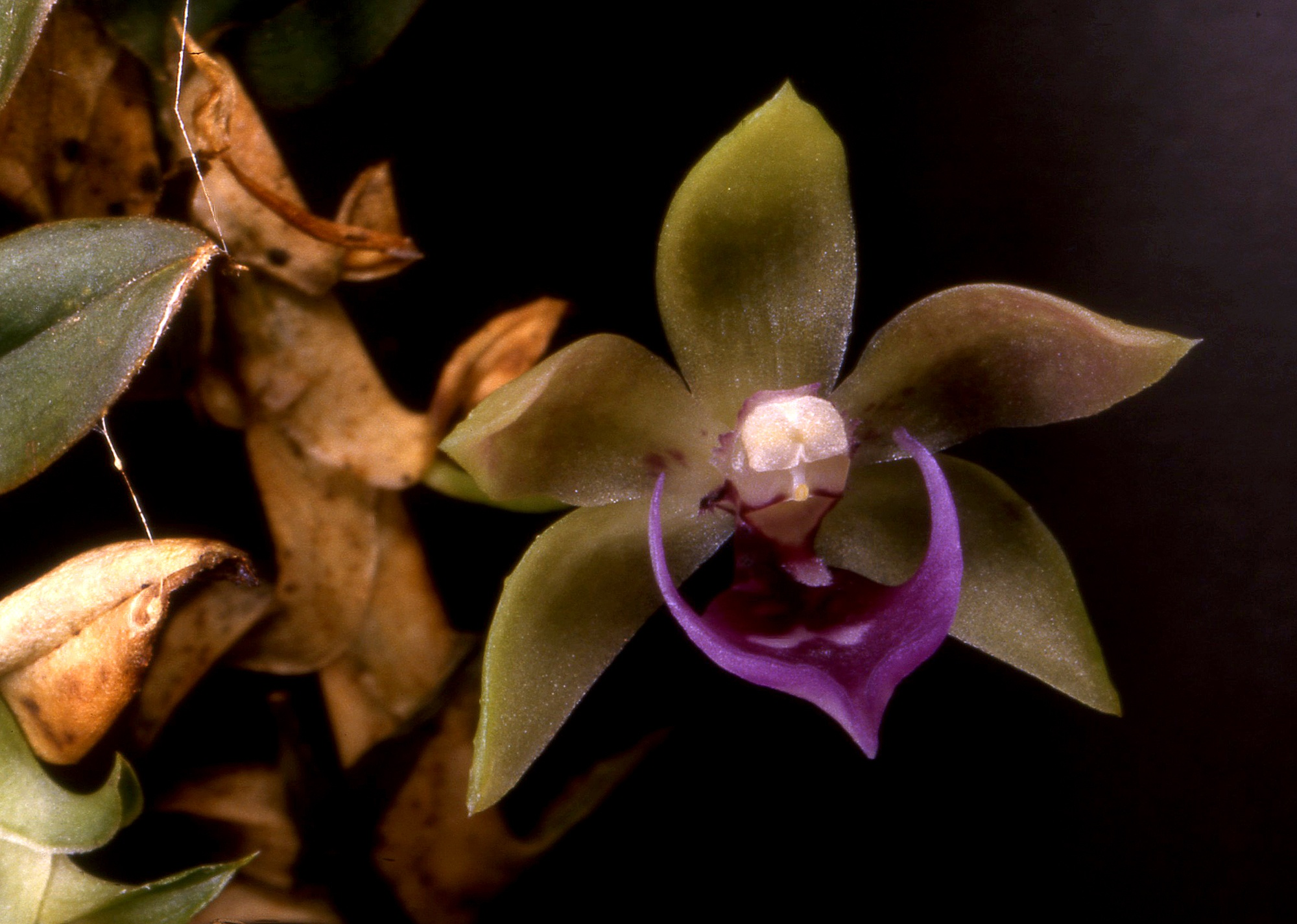